# Ithaca

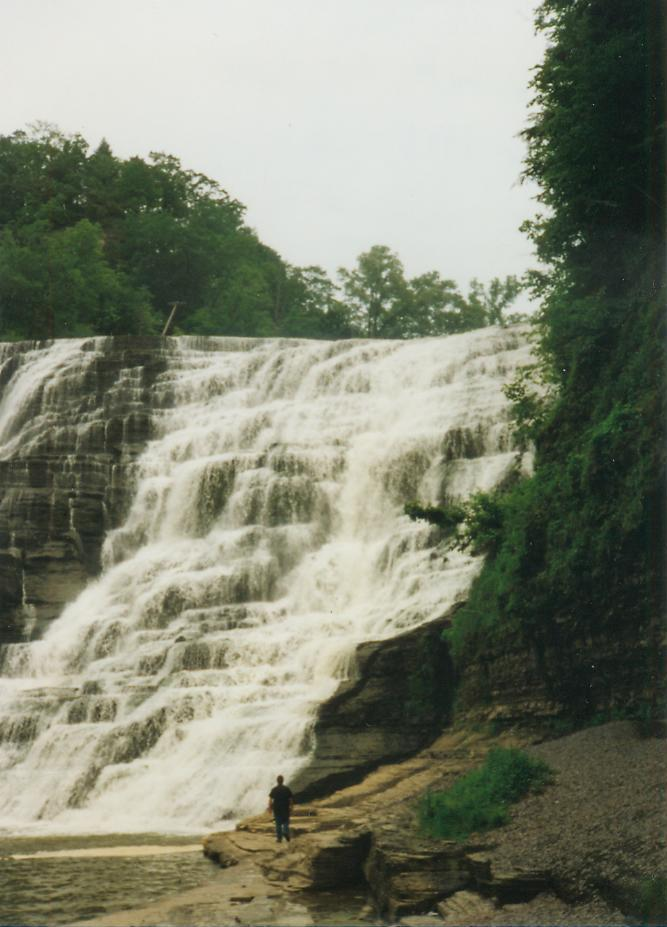
Ithaca Falls.

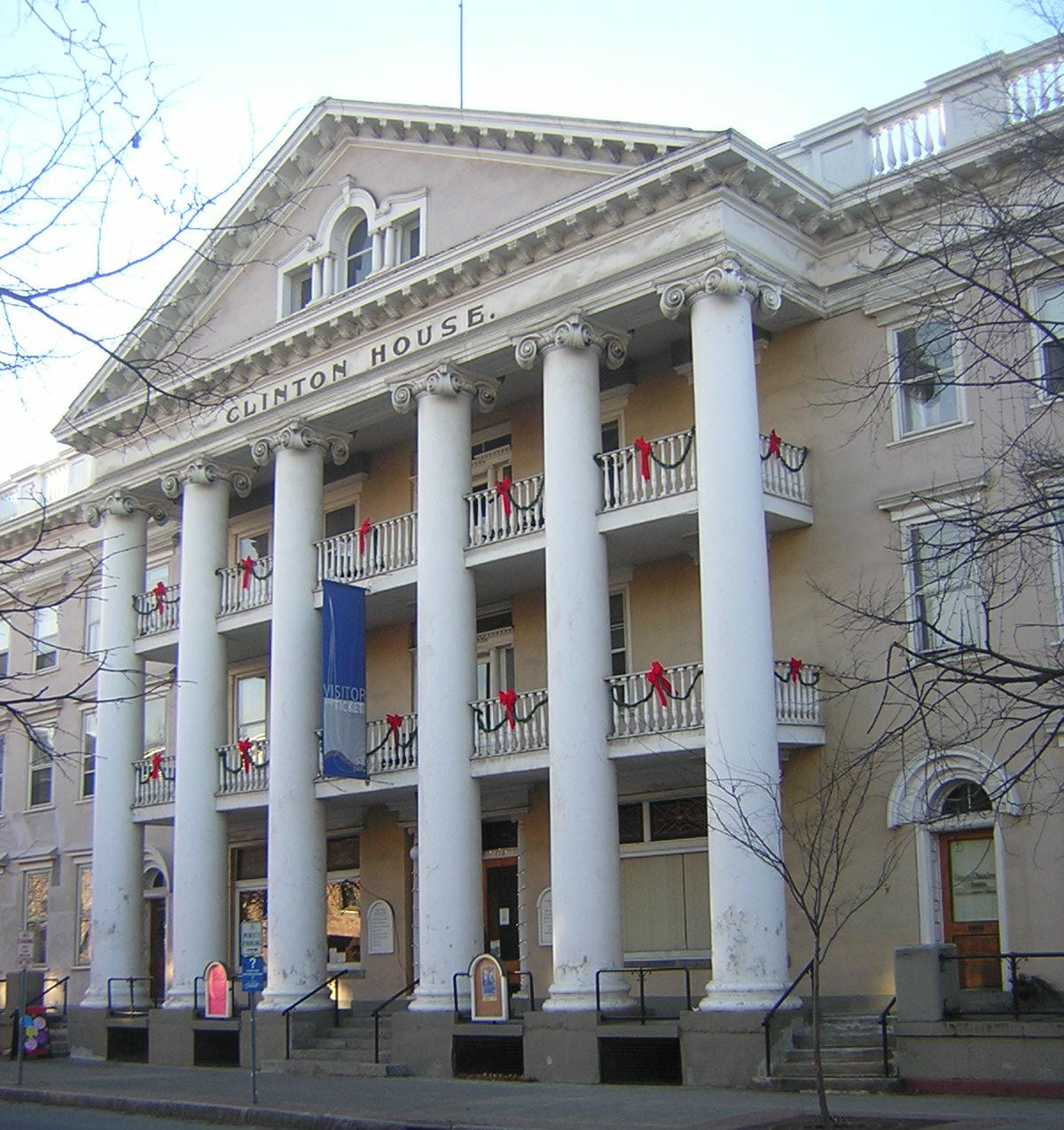
Clinton House, en kontorsbyggnad från 1828 i Ithaca.

Ithaca är en stad i Tompkins County i nordöstra USA, i delstaten New York. Själva staden har cirka 30 000 invånare, och dess storstadsområde, som sammanfaller med Tompkins County, cirka 100 000 invånare. Staden är belägen cirka 300 km från metropolen New York och är mest känd för Cornell University, som är en del av Ivy League, och för den lokala valutan Ithaca Hour, som används parallellt med US-dollar. Runtomkring staden finns landsbygd med många vingårdar. Vattendraget Fall Creek rinner genom staden, bildar vattenfallet Ithaca Falls och mynnar i Cayuga Lake, en av Finger Lakes, på norra sidan av staden. 
Invånarna i staden röstar företrädesvis för det Demokratiska Partiet

## Media
Den dominerande lokaltidningen i Ithaca är Ithaca Journal, grundad 1815.  Tidningen ägs av Gannett, Inc., publishers of USA Today.  

## Kuriosa
I Voyager 1:s meddelande till universum finns det inspelat på svenska: "Hälsningar från en dataprogrammerare i den lilla universitetsstaden Ithaca på planeten jorden".